# Donde los ponys pastan
Donde los ponys pastan es el EP debut de la banda mexicana de rock alternativo, Porter. Su primer sencillo, Espiral, fue emitido por una amplia diversidad de estaciones de radio y televisión especializadas en la música mexicana.
Una edición especial del EP fue lanzada en 2007. La reedición del disco incluía las 7 pistas del EP original más una grabación en vivo de Espiral como octava pista.
Las canciones del disco incluyen temas nostálgicos y surrealistas, algo característico en casi todas los trabajos del grupo, Espiral, la primera canción habla de un hombre que perdió a su amada e intenta reinventarla con acciones humanas o incluso clonarla, en el vídeo se muestran a 5 hombres, un marginal (Juan Son) con apariencia gótica, similar a la que muestran los miembros de The Cure, un dibujante (Villor), un escritor(Fernando), un recolector de maniquíes(La Chata) y un hombre que observa grabaciones(Bacter), se muestra como todos intentan recordar a aquella mujer que se fue de su lado como volviéndola una muñeca, dibujándola, mirándola, escribiéndole o simplemente llenando la ciudad con su rostro, finalmente los 5 hombres que adoraban a la misma mujer intentan deshacerse de todo con la intención de recuperar su vida, mostrándola a ella como observadora de todo, Girl es la siguiente canción, la primera balada de la banda, en la que Juan Son lamenta con una dulce voz a su amada que tal vez podría estar en coma, o en otro sentido es un bebe que aún no ha nacido, le sigue "Interlude Complicado" y más tarde llega No te Encuentro una canción con un imponente bajo al inicio, llena de efectos en la que un hombre busca a una mujer que por más intentos que hace de encontrarla ella se esconde más, Daphne inicia siendo una sensación nueva que tanto en su vídeo como en la canción habla de una mujer que murió ahogada y comienza a recordar lo que es la vida, luego llega Bipolar la canción más retorcida del disco, en la que inicia la suave voz de Mussgo junto a un Piano, luego los coros y los arreglos de guitarra dan paso a la batería para llegar a un puente de sintetizadores y más tarde un coro lleno de gritos y distorsión, la canción según se rumora habla de un amigo del grupo que tenía pesadillas y la canción muestra de modo exagerado lo que él decía, finalmente el disco termina con Interlude Dos Viene. El disco ha sido descrito por varios críticos como uno de los mejores discos del rock en español y el rock mexicano.

## Lista de canciones
| N.º | Título                 | Duración |  |
| 1.  | «Espiral»              | 5:22     |  |
| 2.  | «Girl»                 | 3:57     |  |
| 3.  | «Interlude complicado» | 2:35     |  |
| 4.  | «No te encuentro»      | 4:55     |  |
| 5.  | «Daphne»               | 4:01     |  |
| 6.  | «Bipolar»              | 4:46     |  |
| 7.  | «Interlude dos viene»  | 2:19     |  |

- Donde los ponys pastan (Edición especial)

| N.º | Título | Duración |  |

Sencillos
1. Espiral
2. Daphne